# Sphaerodactylus ruibali
Sphaerodactylus ruibali este o specie de șopârle din genul Sphaerodactylus, familia Gekkonidae, descrisă de Grant 1959. Conform Catalogue of Life specia Sphaerodactylus ruibali nu are subspecii cunoscute.